# Neoechinorhynchus afghanus
Neoechinorhynchus afghanus är en hakmaskart som beskrevs av Moravec och Amin 1978. Neoechinorhynchus afghanus ingår i släktet Neoechinorhynchus och familjen Neoechinorhynchidae. Inga underarter finns listade i Catalogue of Life.